# Friedrich Ploj

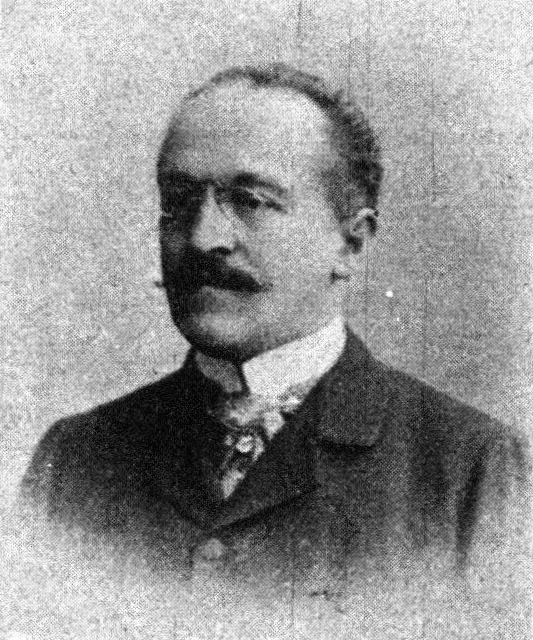
Franc Pišek, vor 1907

Friedrich Ploj, auch Miroslav Ploj (* 24. Juni 1862 in Pettau, Untersteiermark; † 21. Januar 1944 in Maribor, Jugoslawien unter deutscher Besatzung) war Jurist und Abgeordneter zum Österreichischen Abgeordnetenhaus.

## Leben
Friedrich Ploj war Sohn des Advokaten Jakob Ploj († 1899). Er besuchte eine Volksschule in Laibach und Pettau. Von 1872 bis 1875 ging er auf ein Realgymnasium in Pettau, von 1875 bis 1879 auf ein Obergymnasium in Marburg und von 1879 bis 1880 auf eines in Cilli. Ab 1880 studierte er Rechtswissenschaft an der Universität Graz und von 1882 bis 1884 in Wien. Im Jahr 1885 promovierte er zum Dr. iur. in Graz. Er begann seine Karriere im selben Jahr als Konzipient an der Finanzprokuratur in Wien, war ab 1892 Konzipist, ab 1894 Vizesekretär, ab 1896 Sekretär und ab 1899 Sektionsrat im Finanzministerium. Im Jahr 1899 wurde er zum Hofrat. Von 1911 bis 1918 war er Senatspräsident am Verwaltungsgerichtshof. Nach dem Ersten Weltkrieg wurde er im Jahr 1919 Mitglied der jugoslawischen Liquidationskommission in Wien und im Jahr 1920 jugoslawischer Delegierter der Wiener Sektion der Reparationskonferenz in Paris. Von 1922 bis 1924 war er Obergespan der Marburger Region.
Von 1904 bis 1908 war er Mitglied im steiermärkischen Landtag (IX. Wahlperiode). Von 1932 bis 1938 war er auch Mitglied des jugoslawischen Senats.
Er war römisch-katholisch und nach 1911 verheiratet mit Olga Arens, mit der er aber keine Kinder hatte.

## Politische Funktionen
Friedrich Ploj war vom 31. Januar 1901 bis zum 30. März 1911  Abgeordneter des Abgeordnetenhauses im Reichsrat (X. und XI. Legislaturperiode).
Er vertrat im Abgeordnetenhaus in beiden Legislaturperioden das Kronland Steiermark. In der X. Legislaturperiode war er für die Region Landgemeinden 8 (Pettau, Friedau, St. Leonhard, Rohitsch, St. Marein, Luttenberg, Oberradkersburg) und in der XI. Legislaturperiode für den Wahlbezirk Steiermark 26 (Landgemeinden Pettau, Friedau) zuständig.

## Klubmitgliedschaften
Friedrich Ploj war ab 1901 im Slovenisch-kroatischer Klub (Kroatsko-slovenski Klub) und auch deren Obmann-Stellvertreter. Ab dem 10. Juni 1902 war er im Slawischen Verband (Slovanska zveza) und auch da ab dem 19. Mai 1903 deren Obmann-Stellvertreter. Ab 1907 war er Mitglied im Verband der Südslawen (Zveza južnik Slavena), auch hier deren Obmann-Stellvertreter und ab 1909 auch deren Obmann, und ab März 1909 war er auch Obmann-Stellvertreter der slowenisch-katholischen Nationalvereinigung (Narodna sveza) als Leitungsgremium der südslawischen Klubs.